# Drymaria engleriana
Drymaria engleriana là loài thực vật có hoa thuộc họ Cẩm chướng. Loài này được (Muschl.) Baehni & J.F.Macbr. mô tả khoa học đầu tiên năm 1937.